# Roche, Loire
Roche este o comună în departamentul Loire din sud-estul Franței. În 2009 avea o populație de 266 de locuitori.

## Evoluția populației
| An        | 1975 | 1982 | 1990 | 1999 | 2006 | 2009 |
| --------- | ---- | ---- | ---- | ---- | ---- | ---- |
| Populație | 320  | 316  | 287  | 253  | 268  | 266  |